# فیلیپا آنگلدال
فیلیپا آنگلدال (سوئدی: Filippa Angeldal؛ زادهٔ ۱۴ ژوئیهٔ ۱۹۹۷) بازیکن فوتبال اهل سوئد است.
وی همچنین در تیم ملی فوتبال زنان سوئد بازی کرده‌است.
وی در مسابقات کشوری و بین‌المللی در مجموع برندهٔ ۱ مدال نقره شده‌است.